# إيتاتشي أوتشيها
إيتاشي أوتشيها (باليابانية: うちは イタチ، بالروماجي: يوتشيها إيتاشي) هو أحد شخصيات عالم النينجا الخيالي الذي ابتكره ماساشي كيشيموتو في سلسلة مانغا وأنمي ناروتو. إيتاشي هو الأخ الأكبر لساسكي، وهو المسؤول عن قتل جميع أفراد عشيرتهم، يحب ساسكي على الرغم من معاملته على أنه خصم. وتبين لاحقا أن ايتاشي قَتل عشيرته من أجل منع الانقلاب الذي يؤدي إلى الحرب بأوامر من القيادات العليا في كونوها.

## معلومات عامة عنه
العمر: 21 (مُعاد احيائه)
الجنس: ذكر
الطول: 178 سم
الوزن:57
فصيلة الدم: AB
تاريخ الميلاد: 9 يونيو

## سيرة من حياته
بعد إبادة لعشيرته، هرب أيتاشي من قرية الورقة وذهب للانضمام إلى منظمة الاكاتسكي.
بعد عدة سنوات من ترك أيتاشي قرية كونوها، أيتاشي عاد مع رفيقه في منظمة الاكاتسكي العضو (هيوشيجاكي كيسامي). في مهمة خاصة للحصول على الثعلب الشيطاني (الكيوبي) من داخل ناروتو أثناء الفترة التي تريد الأكاتسوكي الحُصُول على الثعلب الشيطاني من داخل نارتو لغاياتهم الخاصة. الرجلان بدآ بالقيام بمعركة بقرية الورقة المخفية مع النينجا هناك لكن عندما بدا بأن النينجا يفوقونهم عدداً انسحبوا
في وقت قصير بعد ذلك، علم ساسكي بأن أيتاشي عادَ إلى القرية. وأن هدف أيتاشي الأمساك بناروتو فبدأ بتعقب وإتباع ناروتو وجيرايا اللذان تَركا قريةَ الورقةِ لإيجاد تسونادي ((السانين)). وبينما ناروتو توقف في الارتياح في الفندق، ظهر فجأة وواجه ناروتو. ثم لحق بهم ساسكي أخيراً وواجه أخاه منذ عدة سنوات.
ودافع أيتاشي عن نفسه بسهولة ضدّ ساسكي وقد كان كيسامي يأخر جيرايا عن مهاجمة أيتاشي بعد وصول جيرايا وبعد ذلك أجبر أيتاشي ساسكي ليعيش ثانيتاً اللحظة التي قتلِ فيها أبواه مراراً وتكراراً باستخدام المانجكيو شارينجان. لكي يكون ساسكي قادراً على اكتساب قوة أكبر، بسبب رَفض أيتاشي نمو أخوه الصَغير. جيرايا وصل وقد رأى أيتاشي أن الأمور تزداد خطورة ففضل الانسحاب خصوصاً أن جسده لم يعد يتحمل استخدامه المتكرر للمانجكيو شارينجان.
على مدى السَنَوات القليلة القادمة الثنائي أيتاشي وكيسامي يستمر بمساعدة ((منظمة الأكاتسوكي)) وينجز أهدافهم. عندما أسر الأعضاء ديدارا وساسوري قارا، تطوع أيتاشي وكيسامي للمُسَاعَدَة على تَأخير النينجا الذين كانو يحاولون إنقاذ قارا. أيتاشي مرة أخرى كان عنده الفرصة لمحاربة كلاً من كاكاشي وناروتو. ظهر بأن قرية الورق أنتصرت على أيتاشي، لكنه أكتشف بأنه مجرد جسم مضيف ((قربان)) يتم التحكم به عن بعد عن طريق التشاكرا. وخطة تأخير النينجا نجحت، والمنظمة استطاعت انتزاع شوكاكو من قارا.
أيتاشي سيستمر بمساعدة ((منظمة الأكاتسوكي))، وينتظر اليوم الذي يكون فيه أخوه الأصغرَ أخيراً قويا بما فيه الكفاية للالتزام بمستويات إيتاشي
العالية.
ولكن اتضح بعد ذلك ان أوتشيها إيتاشي كان يعمل انبو سريا لدي الهوجاكي الثالث ودانزو ومستشارين وقد تحالفت عشيره الأوتشيها معه لعمل انقلاب لقريه كونوها وكان إيتاشي يعمل جاسوسا للقريه وفي نفس الوقت كان يعمل جاسوسا للأوتشيها كان حلقه وصل بين الاثنين فكشف اتاشي على نيه العشيرة بعمل انقلاب على كونوها فتدخل دانزو وقال له اما ان تقتل عشيرتك كلها ما عدا اخوك أوتشيها ساسكي أو تنضم إلى عشيرتك ويقضى عليك أنت واخوك ففكر أوتشيها إيتاشي خوفا من اندلاع الحروب وتكون حرب اهليه تستغلها دوله أخرى في غزو كونوها فقرر قتل عشيرته بمساعده اوبيتو وبذلك ظل اخوه على قيد الحياة لانه كان يحبه ورأى أن بإمكان ساسكي أن يكتسب القوة التي لم تسنح له الفرصة لاكتسابها وأنه سيتحدى دانزو ومادارا أوتشيها وكل الطغاة لذلك أجبره على كرهه وأعطاه المانغيكيو شارينغان الأبدية.
في حرب النينجا الرابعة كان استعمل كابوتو تقنيه ايدو تنسي فأرجعه إلى الحياة ولكن كان مسيطرا عليه ولكن فك السيطرة ايتاشي بواسطه عين أوتشيها شيسوي التي كانت داخل ناروتو وقابل كابوتو ليمنع تقنيه الايدو تنسي فقابل ساسكي فاعترف له ايتاشي بكل شيء بعد ان طبق تقينه الايزنامي على كابوتو وفك تقينه ايدو تنسي
وكان يعرف شيسوي بأنه أقوى من إيتاشي من نواحي السرعة أو التقنيات والمهارة ومن ناحية المانغيكيو شارينغان.

## طفولته
عندما كان إيتاشي في الرابعة من عمره (4) اشتعلت حربٌ ضخمة شاهد فيها إيتاشي كيف يسقط البشر أمواتاً بكل سهولة، ذاق منها طعم المرار والألم.. سببت له صدمة عاطفية كبيرة أثرت على سلوكه في المستقبل.
تخرّج من الأكادمية في عمر السابعة (7) واتقن أسلوب «الشارينجان» في عمرالثامنة (8)، اجتاز امتحان (التشونين) في العاشرة (10) وانضم إلى الانبو "anbu" وهوه في الحادية عشره (11).
مدحه والده كثيراً الذي رأى في قدرات إيتاشي المذهلة مبشراً بالتفاؤل لما سيحل بعشيرة الأوتشيها عندما يصير قائدهم... عبقرية إيتاشي جعلت منه الوريث التلقائي لقيادة العشيرة وأدى ذلك إلى تجاهل وإهمال شقيقه الأصغر.

## تقنياته
1- الشارينجان

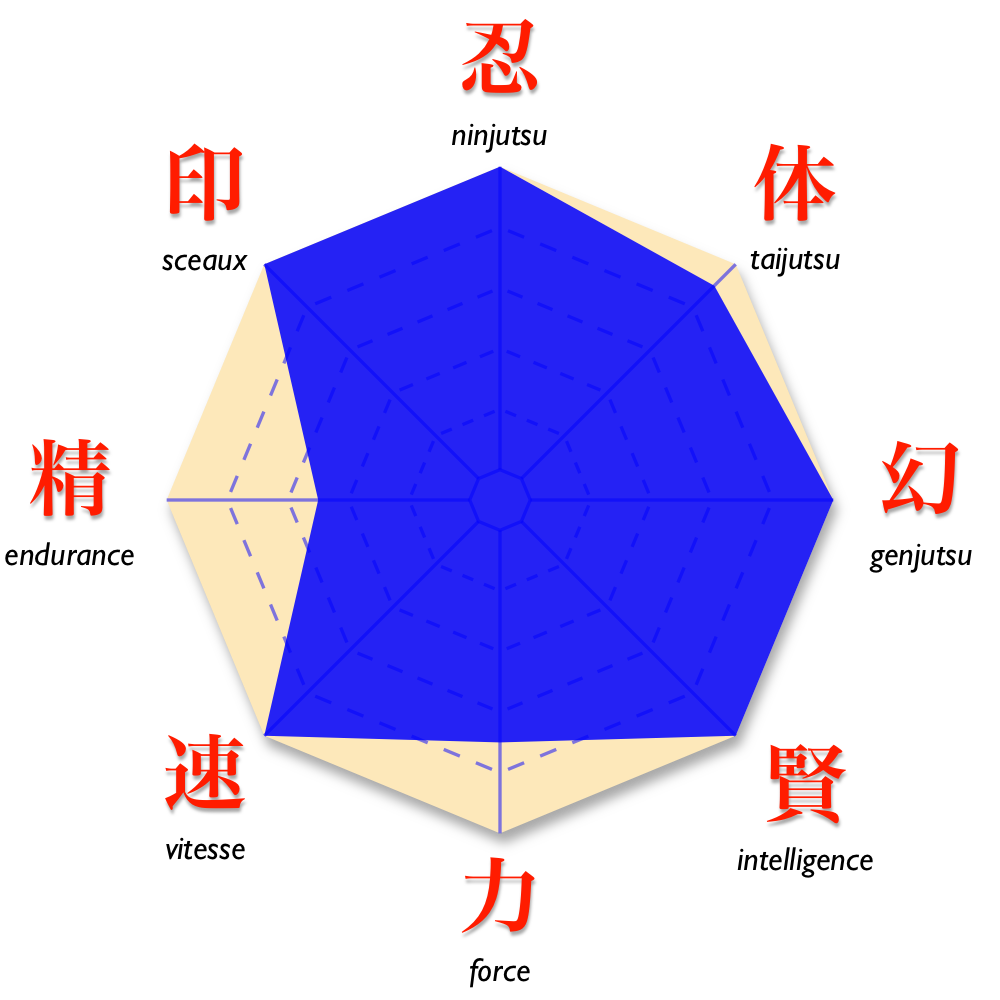
مخطط مهارات إيتاتشي

«تميزت به قبيلة الأوتشيها عن أي قبيلة أخرى وهو يمكنه من نسخ تقنيات الخصم ومعرفة التكنيك قبل قيامهم به»
2- كرة النار

«تقنية عرفت بها عائلة الاوتشيها أيضاً»
3- المانجيكيو شارينجان

مراحل تطور الشارينغان

مانقيكيو شارينقان الخاصة ب إيتاشي

«قدرة أعلى من قدرة الشارينجان العادي. له عدة أنواع لكل نوع تقنية خاصّة. تقنية إيتاشي كانت عمل إضرار حقيقية بالجسم. أو تعذيب الخصم أو قتله من خلال حبسه في مجال عينه في بعد آخر»
4- أماتيراسو «اللهب الأسود»

" لهب أسود يحرق الأخضر واليابس. قوي جداً، استخدم في فتح فخ جيرايا وأيضاً في المعركة بين ساسكي وإيتاشي "المواجهة الأخيرة"
5- سوسانو.

" تقنية خاصة بإيتاشي يظهر وحش كبير ذو أنف غريب الشكل. استخدمت وأيضاً في المعركة بين ساسكي وإيتاشي "المواجهة الأخيرة"
6- تقنية نسخ الظل.
7- تقنية الوهم.

«وفيها يستخدم غربان، تهاجم الشخص.. أو تلقي وهم كأن يعيش في مكان آخر ألخ.. استخدمها مع ناروتو ومع ساسكي في النزال الأخير»
الايزانامي
التقنية التي كانت لها الفضل الأول والأخير في ايقاف الايدوتنسي في الحرب من قبل الأسطورة يوتشيها ايتاتشي واستعملها ضد كابوتو
وتعتبر هي التقنية المضادة للايزاناغي وابتكرت لايقاف مستعملي الايزاناغي وكانت تستعمل أيضا ضد المتكبرين الذين لا يتقبلون الحقائق والوقائع.
وكما نعلم أن من يستخدم الايزاناغي يكون شخص يريد تغير الواقع أي ما حدث بالوقت أي ان مستخدم الايزاناغي لا يثق بنفسه ولايعرف استخدام النينجتسو بطريقة صحيحة لذالك وقع بالخطأ واضطر لاستخدام الايزاناغي (هذا بصفة عامة طبعا لكن هناك استثناءات).
وهذه التقنية تقنية بصرية تعتمد على حواسك الجسمية وحواس الخصم
والايزانامي توقعك بوهم لانهائي وحلقة لا نهائية والحلقة هذه تكون عبارة عن وهم بشكل المكان الذي تم تسجيل حركاتك وحواسك به وبعد ان يتم ايقاعك ستدور بك تلك الاحداث والحركات أي انك ستكون بوهم أو بالاحرى قينجتسو لا نهائي
وهذه التقنية استخدمها لايقاف المماطلة والتكبر والغرور الذي كان عليه كابوتو حيث كان يعتقد أنه أقوي شخص ولا يريد تقبل الواقع لذا وقع في الايزانامي بسهولة وانتصر ايتاتشي لكن فقد عينه
الايزانامي لا يوجد طريقة لايقافها فهي تعتبر تقنية خارقة لا يمكن إيقافها إلا بان الشخص الواقع بالتقنية إذا اعترف بنفسه وعرف نفسه ويقبل النتائج التي حصلت بسببه وأنه لايمكن الهروب منها ولايمكن تغير الواقع وأنه لايجب عليه الاعتماد على النينجتسو بكل شيء بسبب قوته في التايجتسو.